# الصليب والخنجر (كتاب)
الصليب والخنجر (بالإنجليزية: The Cross and the Switchblade) هو كتاب سيرة ذاتية نُشر عام 1963 من تأليف القس ديفيد ويلكرسون بالاشتراك مع الكاتب جون وش. يروي الكتاب تجربة ويلكرسون في العمل التبشيري بين أعضاء العصابات ومتعاطي المخدرات في مدينة نيويورك خلال أواخر الخمسينيات.

## المحتوى
يحكي الكتاب عن انتقال ويلكرسون من بلدته الريفية في بنسلفانيا إلى أحياء نيويورك الداخلية حيث واجه عنف العصابات وتعاطي المخدرات، خاصة في منطقة هارلم. يركز الكتاب على محاولاته لإحداث تغيير روحي واجتماعي بين الشباب المهمشين، ولقائه الشهير مع نيك كروز، أحد زعماء العصابات الذي تحول لاحقًا إلى الوعظ المسيحي.

## الاستقبال
حقق الكتاب نجاحًا واسعًا، وتمت ترجمته إلى أكثر من 30 لغة وبِيع منه ملايين النسخ حول العالم، ويُعتبر من أبرز كتب الأدب المسيحي المعاصر.

## التكيفات
تم تحويل الكتاب إلى فيلم سينمائي عام 1970 بنفس العنوان، من بطولة بات بون في دور ديفيد ويلكرسون وإريك إسترادا في دور نيك كروز.